# Бушерская АЭС
Бушерская АЭС (перс. نیروگاه اتمی بوشهر‎) — атомная электростанция, построенная в Иране вблизи города Бушер. Первая АЭС в Иране и на всём Ближнем Востоке. Строительство было начато в 1975 году и возобновлено после длительной консервации в 1995 году. В сентябре 2011 года первый энергоблок был впервые подключён к сети и в июне 2013 года введён в промышленную эксплуатацию. Ведётся строительство второго и заключён контракт на строительство третьего энергоблока.

## История строительства

### Начало строительства

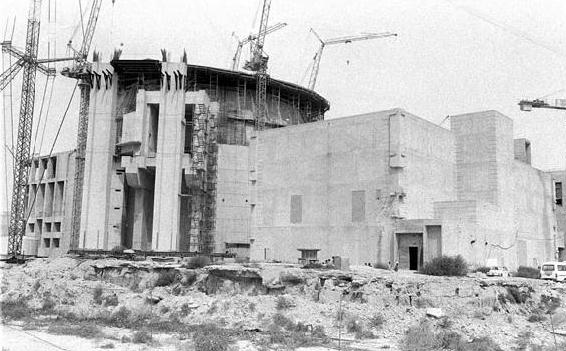

Строительство АЭС юго-восточнее города Бушер было начато в 1975 году западногерманским концерном Kraftwerk Union, подразделением Siemens. Проектом подразумевалось строительство двух энергоблоков с водо-водяными реакторами типа Konvoi (нем.) мощностью по 1300 МВт, аналогичных используемым на АЭС Библис. В 1980 году правительство ФРГ присоединилось к санкциям США, введённым против Ирана после Исламской революции 1979 года, и строительство было прекращено. На момент приостановки работ, готовность первого энергоблока оценивалась в 85 %, а второго — в 50 %.

### Продолжение строительства
24 августа 1992 года правительства России и Ирана подписали соглашение о сотрудничестве в сфере мирного использования атомной энергии. 25 августа 1992 года было заключено соглашение о продолжении строительства АЭС в Бушере. В январе 1995 года был подписан контракт на завершение строительства первого энергоблока под реактор ВВЭР-1000. В 1998 году в дополнении к контракту было установлено, что управление строительством переходит к компании «Атомстройэкспорт».
Строительные работы выполняются иранскими фирмами под техническим надзором российских специалистов, монтажные работы — российскими. К работам также привлечены институты «Атомэнергопроект», ОКБ «Гидропресс», РНЦ «Курчатовский институт», машиностроительные объединения «Ижорские заводы», «Электросила», «ЗиО-Подольск», «Белгородский машиностроительный завод», «ОАО "ЦКБМ" (Санкт-Петербург)». Планировалось запустить станцию осенью 2007 года, но из-за проблем с финансированием проекта и других затруднений, в том числе политического характера, предварительный срок запуска был перенесён на сентябрь 2009 года.
В конце 2007 года был подписан договор о том, что Новосибирский завод химконцентратов осуществит поставки топлива на АЭС: 82 т урана. В феврале 2009 года строительство первого энергоблока не было закончено, а начались работы по подготовке реактора к гидравлическим испытаниям на 25 МПа. 25 февраля 2009 года состоялась успешная загрузка имитаторов активной зоны реактора (тепловыделяющих сборок) первого энергоблока в хранилище. В июне 2009 года был установлен блок защитных труб, подготовлены технологические системы первого контура для гидравлических испытаний, начаты работы по уплотнению реактора. В мае 2010 года начата «горячая обкатка» первой реакторной установки.

### Пуск станции
12 мая 2010 года глава Госкорпорации «Росатом» Сергей Кириенко подтвердил, что к концу лета 2010 года запланирован запуск АЭС в Бушере, а уже 17 мая Иран подписал договор с Турцией о получении высокообогащённого урана в обмен на низкообогащённый. После этого США, Россия и Китай договорились о принятии новой резолюции ООН, вводящей новые экономические санкции против Ирана.
Совет Безопасности ООН 9 июня 2010 года 12-ю голосами «за» одобрил резолюцию 1929, против резолюции проголосовали Турция и Бразилия, воздержался Ливан. Согласно резолюции 1929 Ирану запрещено инвестировать в урановые рудники, запрещена продажа Ирану восьми видов обычных вооружений.
17 августа 2010 года в 10:10 по местному времени (09:40 мск) истребитель F-4 ВВС Ирана был сбит в двадцатикилометровой зоне Бушерской АЭС ракетным комплексом Тор-М1 российского производства. F-4 выполнял тренировочный полёт и упал в пустынной местности. Оба пилота катапультировались и были доставлены в госпиталь.
Система ПВО была приведена в боевую готовность в связи с планируемым на субботу 21 августа физическим пуском первого энергоблока.
Первоначально причиной катастрофы была названа техническая неисправность самолёта.
21 августа 2010 года состоялась торжественная церемония завоза топлива в хранилище свежего топлива первого энергоблока
26 октября, в 4.30 утра (по иранскому времени), началась перегрузка топлива из хранилища непосредственно в активную зону реактора. В присутствии министра атомной энергетики Ирана г-на Салехи и главы ЗАО Атомстройэкспорт Беленького.
8 мая 2011 года в 11:12 (по иранскому времени) осуществлён выход на минимально контролируемый уровень мощности (МКУ, 10−3—10−5 %), то есть в активной зоне реактора запущена самоподдерживающаяся цепная реакция деления ядер топлива.
25 августа 2011 года мощность поднята с МКУ до 40 % от номинальной, произведён толчок турбогенератора с выходом на холостой ход.
3 сентября 2011 года в 23:29 АЭС «Бушер» была подключена к национальной энергосистеме. Энергетический пуск АЭС «Бушер» состоялся 12 сентября. В торжественной церемонии, посвящённой этому событию, со стороны иранского руководства приняли участие вице-президент, руководитель Организации по атомной энергии Ферейдун Аббаси Давани, министр иностранных дел Али Акбар Салехи и министр энергетики Маджид Намджу. В российскую делегацию входили министр энергетики Сергей Шматко, генеральный директор корпорации «Росатом» Сергей Кириенко, президент ЗАО «Атомстройэкспорт» Александр Глухов. 30 августа 2012 года первый энергоблок Бушерской АЭС был выведен на 100 процентов проектной мощности.

### Вторая очередь
11 ноября 2014 года Россия и Иран подписали соглашение о постройке двух новых энергоблоков на условиях «под ключ»; суммарная мощность двух новых блоков — 2,1 тысячи МВт; стоимость проекта «Бушер-2» оценивается в около 10 млрд долларов. Строительство второго блока планируется завершить в 2026 году, третьего блока — в 2027 году. Имеющийся на площадке незавершённый энергоблок № 2 немецкого проекта к достройке не пригоден и в последующем подлежит разборке.
Церемония начала проекта «Бушер-2» состоялась 10 сентября 2016 года.
В информационной системе МАГАТЭ энергоблок № 2 значится строящимся с 27 сентября 2019 года. 10 ноября 2019 года в СМИ появилась информация о заливке первого бетона в фундамент плиты энергоблока № 2.
Состояние энергоблока № 3 неизвестно, на 2025 год база данных МАГАТЭ не содержит сведений о нём, в СМИ также нет упоминания о событиях строительства блока. Однако в январе 2025 года в иранских СМИ появилось интервью главы Организации по атомной энергии Ирана, который заявил о «круглосуточном строительстве второго и третьего энергоблоков АЭС „Бушер“».

## Работа станции
В октябре 2012 работа станции была приостановлена из-за того, что в реактор попали части насоса. В феврале 2013 станция была остановлена на ремонт генератора турбины; в июне станция вновь введена в эксплуатацию. В июне 2021 года иранские СМИ сообщили о перебоях в снабжении электроэнергией и ремонтных работах на станции из-за аварии.

## Значение
В связи с ростом населения и индустриализацией потребление электроэнергии в Иране увеличивается в среднем на 8 % в год во время строительства станции (первое десятилетие 21-го века). Со времени открытия первой очереди атомной станции рост замедлился в несколько раз (включая энергию добавленную атомной станцией, остающейся незначительной, около 1 % от полного производства из-за её больших простоев из-за малой работоспособности). До открытия атомной станции потребление электричества отставало от производства. В 2005 году Иран экспортировал электроэнергии больше, чем импортировал.
Электроэнергия:
- производство: 170,4 миллиарда кВт·ч (2005)
- потребление: 136,2 миллиарда кВт·ч (2005)
- экспорт: 2,761 миллиарда кВт·ч (2005)
- импорт: 2,074 миллиарда кВт·ч (2005)

Электроэнергия — производство по источникам:
- тепловые: 93 % (75 % природный газ, 18 % нефть) (2006)
- гидро: 7 % (2006)
- другие: 0 % (2006)
- атомная энергия: 0 % (2009)

В том же году 3 миллиарда евро было потрачено на импорт светлых нефтепродуктов из-за нехватки собственных мощностей по переработке нефти.
В 2007 году было введено ограничение на продажу бензина физическим лицам. В настоящее время действует государственная программа по увеличению годовой выработки электричества до 53 тысяч мегаватт в 2010 году. Включение в сеть Бушерской АЭС сможет полностью решить проблему дефицита электричества в юго-западных провинциях Ирана.
В то же время строительство АЭС осуждается некоторыми странами, в первую очередь Израилем, а также США, за непрозрачность строительства. Правительства этих государств обвиняют Иран в военной направленности его атомной промышленности и желании обзавестись ядерным оружием.
С начала 2000-х годов в мировой прессе неоднократно появлялись слухи о возможности подготовке военной операции против Ирана.

## Другие факты
Иран — единственная страна, которая имеет АЭС, но не состоит при этом в Конвенции о ядерной безопасности 1994 года. В июне 2011 года МАГАТЭ призвало Иран подписать конвенцию, присоединившись к 72 странам мира (часть которых на 2011 год так и не ратифицировало это соглашение). На проводившейся МАГАТЭ в июле 2011 года министерской конференции вице-президент Ирана заявил, что его страна инициировала формальные процедуры по присоединению к конвенции.
Происшествия
- 17 августа 2010 года иранские средства ПВО сбили в районе Бушерской АЭС истребитель собственных ВВС F-4 «Фантом». Как сообщило близкое к разведывательным кругам израильское агентство Debka, самолёт по неизвестным причинам вошёл в 20-километровую запретную зону вокруг АЭС. Пилоту и штурману удалось катапультироваться[29][неавторитетный источник].

## Энергоблоки
| Энергоблок     | Тип реакторов | Мощность | Мощность | Начало строительства                                                           | Подключение к сети                                                             | Ввод в эксплуатацию                                                            | Закрытие                                                                       |
| Энергоблок     | Тип реакторов | Чистый   | Брутто   | Начало строительства                                                           | Подключение к сети                                                             | Ввод в эксплуатацию                                                            | Закрытие                                                                       |
| -------------- | ------------- | -------- | -------- | ------------------------------------------------------------------------------ | ------------------------------------------------------------------------------ | ------------------------------------------------------------------------------ | ------------------------------------------------------------------------------ |
| Бушер-1        | ВВЭР-1000/446 | 915 МВт  | 1000 МВт | 01.05.1975                                                                     | 03.09.2011                                                                     | 28.06.2013                                                                     |                                                                                |
| Бушер-2        | ВВЭР-1000/528 | 915 МВт  | 1057 МВт | 10.09.2019                                                                     |                                                                                | начало 2026 года                                                               |                                                                                |
| Бушер-3 (план) | ВВЭР-1000/528 | 915 МВт  | 1000 МВт | 11.11.2014 подписан контракт подготовительные работы планируются на конец 2018 | 11.11.2014 подписан контракт подготовительные работы планируются на конец 2018 | 11.11.2014 подписан контракт подготовительные работы планируются на конец 2018 | 11.11.2014 подписан контракт подготовительные работы планируются на конец 2018 |